# Parafia Bożego Miłosierdzia i Matki Bożej Ostrobramskiej w Baranowiczach
Parafia Bożego Miłosierdzia i Matki Bożej Ostrobramskiej w Baranowiczach – rzymskokatolicka parafia znajdująca się w diecezji pińskiej, w dekanacie baranowickim, na Białorusi.